# Strange and Beautiful
Strange and Beautiful es el tercer álbum de estudio de la banda estadounidense de heavy metal Crimson Glory, publicado en 1991 por Atlantic Records en los Estados Unidos y por Roadrunner en Europa. Es el primer disco sin el guitarrista rítmico Ben Jackson y el batería Dana Burnell —a este último lo sustituyó Ravi Jakhotia— y es el último con el vocalista Midnight. Su sonido presenta elementos del hard rock y algunos toques de blues, que lo diferencia de sus dos álbumes predecesores. El crítico Eduardo Rivadavia señala que en su búsqueda de comercializar su estilo «el grupo terminó abandonando muchas de las cualidades que los habían llevado tan lejos».

## Lista de canciones
| N.º | Título                   | Escritor(es)                      | Duración |  |
| 1.  | «Strange and Beautiful»  | Jon Drenning, Midnight            | 6:17     |  |
| 2.  | «Promise Land»           | Drenning, Jeff Lords, Marcy Rauer | 5:22     |  |
| 3.  | «Love and Dreams»        | Drennings, Lords, Midnight        | 5:29     |  |
| 4.  | «The Chant»              | Marti Frederiksen, M. Mckinley    | 3:45     |  |
| 5.  | «Dance on Fire»          | Drenning, Lords, Midnight         | 5:27     |  |
| 6.  | «Song for Angels»        | Drenning, Rauer                   | 5:19     |  |
| 7.  | «In the Mood»            | Drenning, Lords, Midnight         | 5:55     |  |
| 8.  | «Starchamber»            | Drenning, Lords, Midnight         | 7:28     |  |
| 9.  | «Deep Inside Your Heart» | Drenning, Lords, Midnight         | 5:14     |  |
| 10. | «Make You Love Me»       | Drenning, Lords, Midnight         | 4:05     |  |
| 11. | «Far Away»               | Midnight                          | 4:44     |  |

## Músicos
- Midnight: voz y coros
- Jon Drenning: guitarra y coros
- Jeff Lords: bajo
- Ravi Jakhotia: batería

Músicos adicionales
- John Avarese: teclados
- Anette Hardeman, Charlene y Paula Holloway: coros
- Rick Sandler: piano
- Daryl Burgee: percusión
- Ron Kerber: saxofón
- Babatunde Olatunji: voz introductoria en «Promised Land»